# Епфенбах
Епфенбах (нім. Epfenbach) — громада в Німеччині, у землі Баден-Вюртемберг. Підпорядковується адміністративному округу Карлсруе. Входить до складу району Рейн-Неккар.
Площа — 12,97 км2. Населення становить 2400 ос. (станом на 31 грудня 2020).